# Галинаро
Галина̀ро (на италиански: Gallinaro) е село и община в Централна Италия, провинция Фрозиноне, регион Лацио. Разположено е на 558 m надморска височина. Населението на общината е 1279 души (към 2010 г.).